# Catherine Fife
Pour les articles homonymes, voir Fife.
Catherine Fife (née en 1968/1969) est une femme politique provinciale canadienne de l'Ontario.

## Biographie
Avant son entrée en politique, elle travaille durant une dizaine d'années au Conseil scolaire du district de Toronto en tant que conseillère en éducation auprès de nouveaux arrivants. Elle travaille également comme coordinatrice de recherche pour la Partnerships for Children and Families Project de l'Université Wilfrid-Laurier.

## Politique
Élue députée néo-démocrate à la faveur d'une élection partielle organisée après la démission de la députée progressiste-conservatrice Elizabeth Witmer dans la circonscription de Kitchener—Waterloo en 2012, elle avait auparavant tentée sa chance sans succès contre la députée démissionnaire en 2007.
Réélu en 2014 et en 2018 dans la nouvelle circonscription de Waterloo, elle devient critique néo-démocrate en matière d'Emplois, d'Embauches, de Recherche et Innovation en plus de siéger au Comité des Comptes publics dès août 2018.